# 朱长清
朱长清（1908年—1941年），男，湖北蕲春人，中国抗日战争烈士，牺牲前任新四军第六师十八旅五十四团团长。